# Rosticciana
La rostinciana è un piatto tipico dell'Alto Lazio e della Toscana, a base di carne suina cucinata alla griglia su un fuoco di carbone o braci di legna.

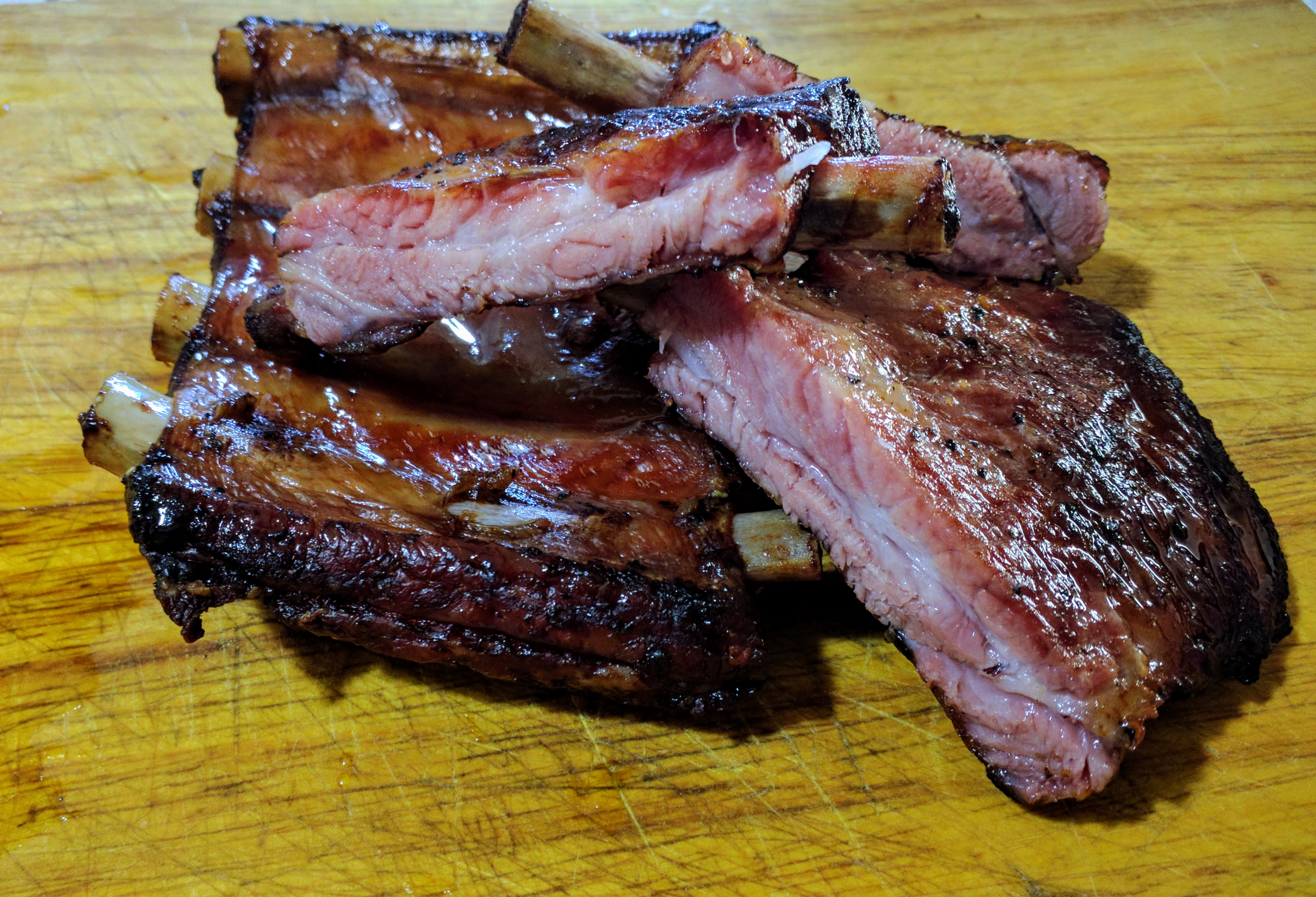
Rosticciana

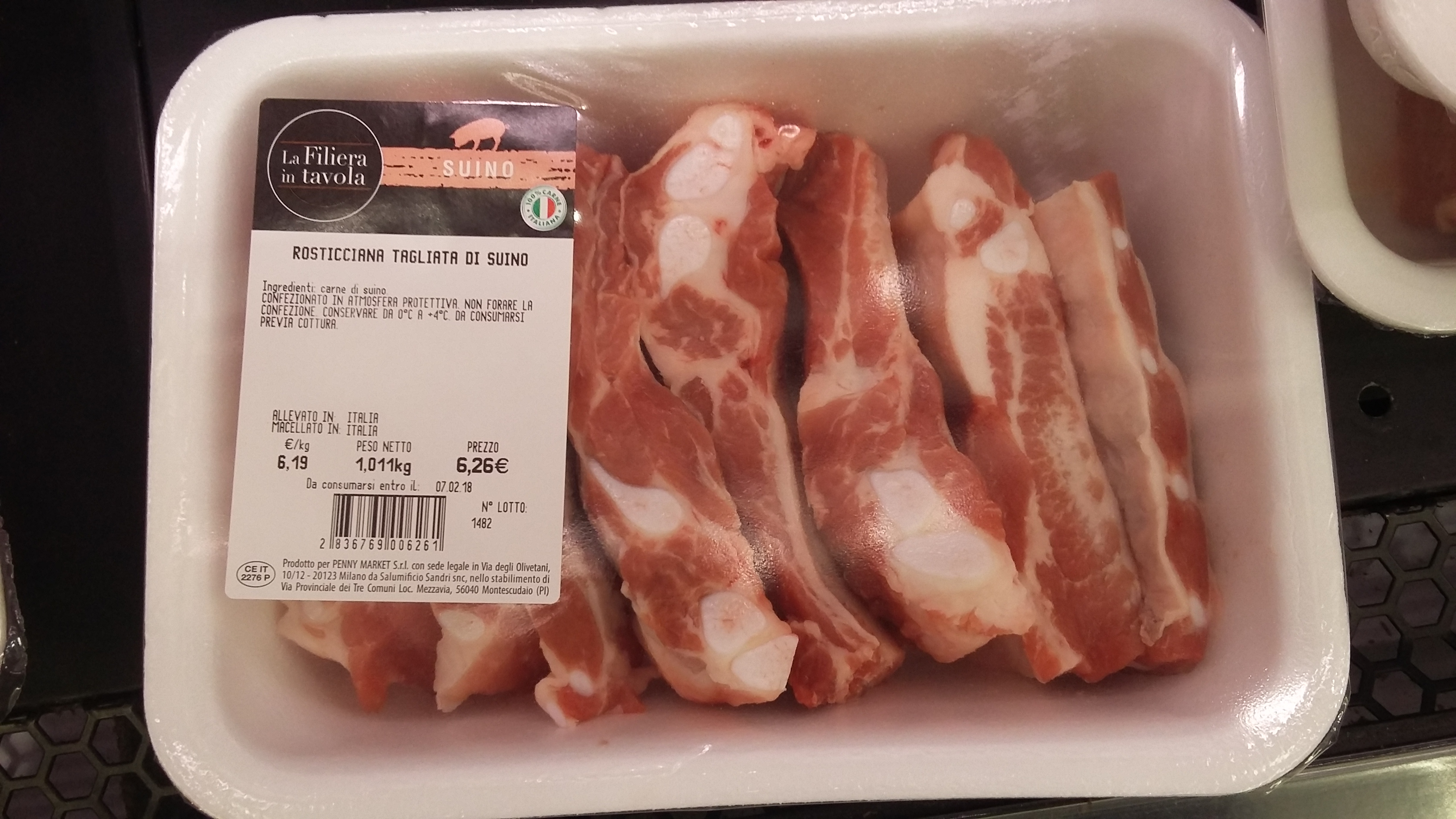
Rosticciana nel bancone frigo del supermercato

È costituita da costine di maiale insaporite con spezie varie (in genere aglio e rosmarino) distribuite sulla carne prima o dopo la cottura.
In Toscana è una carne talmente comune da aver cambiato il nome del taglio di carne, noto come “costoliccio”.